# آورام گرانت
آورام گرانت (به عبری: אברהם «אברם» גרנט زاده ۴ مه ۱۹۵۵، در پتح تیکوا، اسرائیل) مربی سابق تیم ملی فوتبال اسرائیل و تیم فوتبال چلسی بود.
گرانت مربیگری را از ۱۸ سالگی در تیم جوانان هاپوئل پتخ تیکوا آغاز کرد. در سال ۱۹۸۶ سرمربیگری تیم اصلی هاپوئل پتح تیکوا را برعهده گرفت و پیش از قبول مربیگری تیم ملی کشورش در سال ۲۰۰۲، با کسب ۴ عنوان قهرمانی لیگ برتر فوتبال اسرائیل، ۱ قهرمانی در جام حذفی فوتبال اسرائیل و ۵ بار فتح توتو کاپ کارنامه خوبی از خود به جای گذاشته بود. گرانت در طول مسابقات مقدماتی جام جهانی ۲۰۰۶ نتایج بسیار خوبی را با تیم متوسط اسرائیل کسب کرد و تنها با یک امتیاز اختلاف نسبت به فرانسه و سوئیس از صعود به جام جهانی بازماندند.
گرانت در سال ۲۰۰۶ به پورتسموث رفت تا در پست مدیر فنی این تیم بر کار هری ردنپ نظارت کند. او در آغاز فصل ۲۰۰۷ مربیگری تیم اف ث چلسی را بر عهده گرفت و در ژوئیه همان سال با استعفای ژوزه مورینیو به عنوان سرمربی این تیم انتخاب شد.
آورام گرانت برای نخستین بار در تاریخ باشگاه چلسی، این تیم را به فینال لیگ قهرمانان اروپا رساند و در لیگ برتر انگلستان هم با امتیاز برابر با تیم قهرمان، منچستر یونایتد مقام دوم این لیگ را به دست آورد. اما به دلیل ناکامی در به دست آوردن عنوان قهرمانی در پایان فصل از مقام خود برکنار شد.

## آغاز مربیگری
آورام گرانت فوتبال را با تیم جوانان هاپوئل پتخ تیکوا آغاز کرد. اما در ۱۷ سالگی بر اثر یک تصادف شدید مجبور شد بازی را کنار بگذارد. او از ۱۸ سالگی مربی تیم جوانان هاپوئل پتح تیکوا شد و در سال ۱۹۸۶ با ۱۴ سال تجربه مربیگری هدایت تیم اصلی هاپوئل پتح تیکوا را برعهده گرفت و این با قهرمانی در توتو کاپ - سومین جام معتبر فوتبال اسرائیل، تیم شهرش را پس از ۲۵ سال به جمع بهترین‌های فوتبال اسرائیل آورد.
گرانت در سال‌های ۱۹۹۰ و ۱۹۹۱ باز هم توتو کاپ را فتح کرد. در آخرین فصل حضور او در هاپوئل پتا تیکوا آن‌ها علی‌رغم کسب یک جام، قهرمانی در لیگ برتر و جام حذفی را در طول سه روز به مکابی حیفایِ شلومو شرف واگذار کردند.
گرانت سال بعد به مکابی تل آویو پرافتخارترین تیم فوتبال اسرائیل رفت. مکابی تل آویو در اولین فصل حضور گرانت با ۱۳ امتیاز اختلاف نسبت به تیم دوم قهرمان لیگ شد. اگرچه فینال جام حذفی را به تیم سابق مربیشان هاپوئل پتح تیکوا واگذار کردند. گرانت تیمش را در ۱۹۹۴ قهرمان جام حذفی و در ۱۹۹۵ قهرمان لیگ کرد. او فصل بعد در هاپوئل حیفا دوران ناموفقی را پشت سر گذاشت و در لیگ چهارم شد.
سال بعد به مکابی تل آویو بازگشت و تا سال ۲۰۰۰ در آن‌جا مربیگری کرد ولی مانند دوره قبلی موفق نبود. آن‌ها فقط یکبار توتو کاپ را در ۱۹۹۹ به دست آوردند.
گرانت در سال ۲۰۰۰ به مکابی حیفا رفت و در همان فصل قهرمان لیگ اسرائیل شد. سال بعد لیگ و توتو کاپ را به دست آورد. اما در رقابت نزدیکی با مکابی تل آویو جام حذفی را ازدست داد تا از یک قهرمانی سه‌گانه تاریخی محروم شود.
آن‌ها در همان سال به دور دم لیگ قهرمانان اروپا صعود کردند و با وجود دو پیروزی ۰–۴ و ۰–۱ برابر اف-ث هاکا تیم فنلاندی از صعود به دور بعد بازماندند، چراکه ولید بدر بازیکن محروم در ده دقیقه پایانی وارد بازی شد و مجازات این سهل انگاری محرومیت از صعود به دور بعد و مسابقه در برابر لیورپول بود.
پس از جدایی آورام گرانت از مکابی حیفا برای هدایت تیم ملی کشورش، این تیم به روند موفقیت‌های خود ادامه داد و در فصل ۲۰۰۲–۲۰۰۳ نخستین تیم اسرائیلی شد که به مرحله گروهی جام باشگاه‌های اروپا راه یافته‌است.

## تیم ملی اسرائیل
آورام گرانت در سال ۲۰۰۲ جوانترین مربی تاریخ تیم ملی فوتبال اسرائیل شد. او جایگزین ریچارد مولر نیلسن دانمارکی در این پست شد و تیمش را در جریان رقابت‌های مقدماتی جام ملت‌های اروپا ۲۰۰۴ هدایت کرد و به رتبه سوم گروه اِی رساند.
اسرائیل در رقابت‌های مقدماتی جام جهانی ۲۰۰۶ هم نمایش حیرت‌انگیزی داشت. آن‌ها در ۶ مسابقه با فرانسه، سوئیس و ایرلند ۶ تساوی داشتند و در ۴ مسابقه دیگر پیروز شدند و بدون شکست در جایگاه سوم گروه ایستادند.

## سفر به تونس
سفر آورام گرانت در سال ۲۰۰۴ به تونس برای تماشای مسابقات جام ملت‌های آفریقا بازتاب وسیعی در رسانه‌های اسرائیلی داشت. چرا که اتباع اسرائیل نمی‌توانند به تونس سفر کنند. این کشور هنوز با اسرائیل قرارداد صلح امضا نکرده و به‌طور رسمی دشمن اسرائیل به حساب می‌آید. گفته‌می‌شود که این سفر با کمک دفتر نمایندگی یدیعوت اخرونوت (پرفروش‌ترین روزنامه اسرائیل) در پاریس انجام شد. روزی که گرانت در فرودگاه تونس پیاده شد این روزنامه با این تیتر تاریخی منتشر شد؛ مربی تیم ملی اسرائیل به خاک دشمن خوش آمد گفت.

## روش مربیگری
گرانت به جوان‌گرایی و فرصت‌دادن به بازیکنان ناشناخته معروف است. آوی نیمنی در مکابی تل‌آویو، گال آلبرمن در تیم ملی اسرائیل، رافی کوهن در پتح تیکوا از معروفترین بازیکنانی هستند که در تیم‌های او شکوفا شدند.
علی رغم موفقیت‌های چشم گیرش در فوتبال اسرائیل، گرانت در کشورش منتقدان زیادی دارد، از معروفترین آنان می‌توان به ایال برکوویچ کاپیتان تیم ملی اسرائیل که آورام گرانت در سال ۲۰۰۵ به منظور جوانگرایی در تیم او را از ترکیب تیم ملی کنار گذاشت، شلومو شرف مربی تیم ملی اسرائیل بین سال‌های ۱۹۹۲ تا ۱۹۹۹ و درور کاشتان مربی کنونی این تیم اشاره کرد.
منتقدین آورام گرانت که موفقیت او در مسابقات مقدماتی جام جهانی ۲۰۰۶ را به خوش شانسیش نسبت می‌دادند، عبارت طنزآمیز «هاتاچَت شِل آورام» یعنی «از کون آوردن آورام» را بر سر زبان‌ها انداختند.
لومانا لوالوا دروازه بان کنگویی که هم‌اکنون در تیم المپیاکوس یونان بازی می‌کند، گفته‌است که دلداری‌ها و تشویق‌های آورام گرانت باعث شد تا او با غم از دست دادن فرزندش یاشو در سال ۲۰۰۶ کنار بیاید و فوتبال را ادامه دهد. در آن فصل او دروازه بان تیم پورتسموث بود و گرانت هم پست مدیر فنی تیم را برعهده داشت.

## مربیگری در انگلستان
گرانت با پایان قراردادش با فدراسیون فوتبال اسرائیل در سال ۲۰۰۶ به انگلستان رفت و مدیر فنی پورتسوث در لیگ برتر فوتبال جزیره شد.

## چلسی

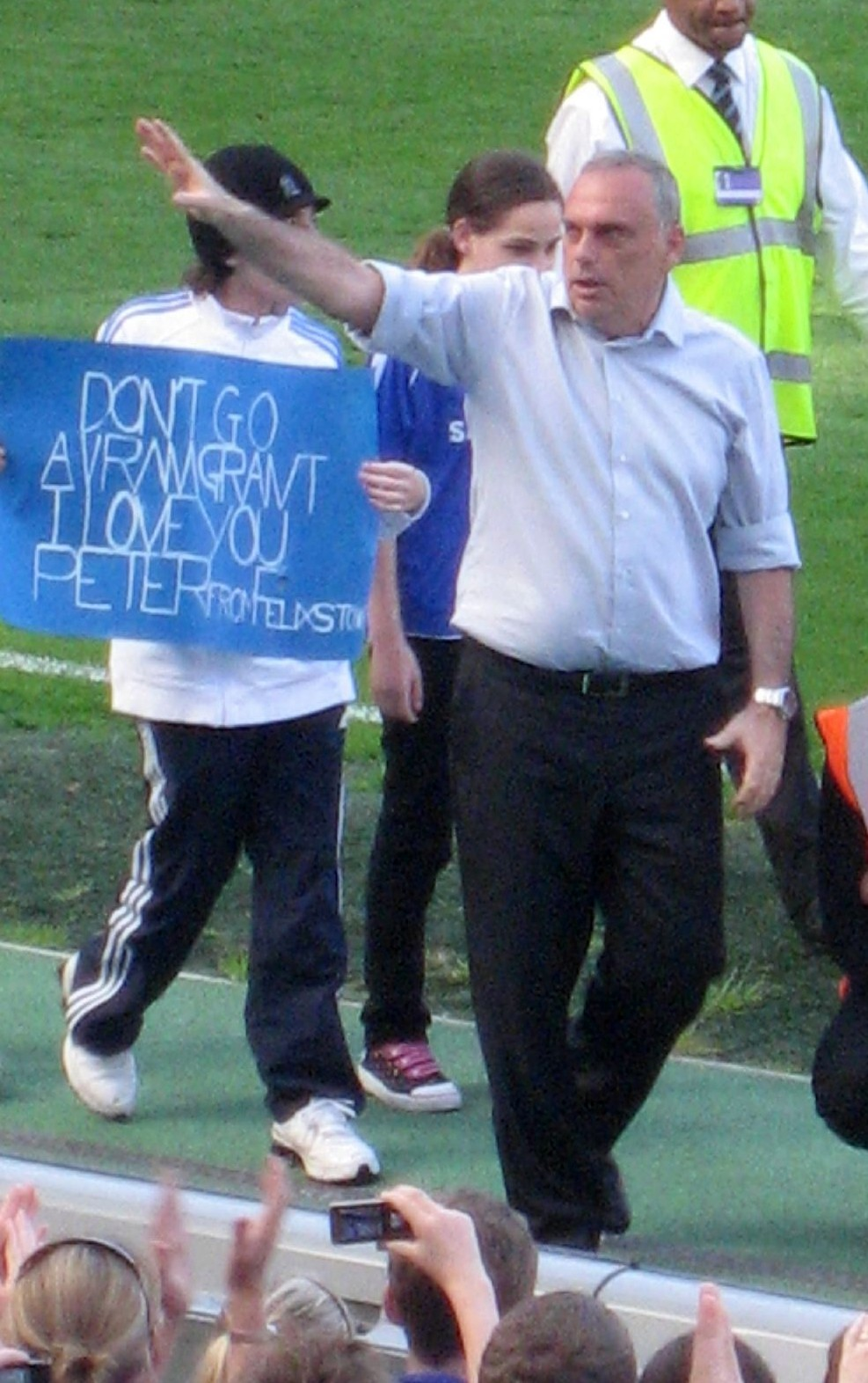
گرانت در چلسی

آورام گرانت در ۸ ژوئیه ۲۰۰۷ به عنوان برنامه‌ریز فوتبال (Director of Football) باشگاه چلسی در کادر فنی آبی‌های لندن قرار گرفت. بانتایج نامناسب چلسی در ابتدای فصل و شدت گرفتن اختلافات میان ژوزه مورینیو مربی سرشناس پرتغالی تیم و رومن آبراموویچ مالک باشگاه، مرد پرتغالی در ۲۰ سپتامبر ۲۰۰۷ تیم را ترک کرد و در ۱۱ اکتبر آورام گرانت سرمربیگری چلسی یکی از حساس‌ترین شغل‌های فوتبال دنیا را برعهده گرفت. هنک تن کیت که از سرمربیگری تیم آژاکس آمستردام استعفا داده بود و استیو کلارک بازیکن و مربی باسابقه چلسی کمک‌های او اعلام شدند و به این ترتیب گرانت نخستین مربی اسرائیلی یک تیم فوتبال انگلیسی شد.
بسیاری از طرفداران چلسی به جدایی مورینیو که این تیم را پس از ۵۰ سال قهرمان فوتبال جزیره کرده بود (آن هم دو بار پیاپی) و انتخاب یک مربی کم تجربه و ناشناخته اعتراض داشتند. آن‌ها پلاکاردهایی را در مسابقات چلسی با خود به ورزشگاه می‌آوردند که رویش نوشته بودند؛ «مورینیو_اِسپشیال وان» (شخص استثنایی). آورام گرانت در اولین کنفرانس مطبوعاتی خود در اشاره به این لقب مورینیو خود را «نرمال وان» (شخص معمولی) خوانده بود.
طرفداران چلسی تا آخرین روزهای فصل از تشویق آورام گرانت در ورزشگاه استمفورد بریج خودداری می‌کردند و برخی از بازیکنان تیم بدون آن که نام خود را فاش کنند در مصاحبه با روزنامه‌ها از روش‌های گرانت انتقاد و تمرینات او را متعلق به ۲۵ سال پیش توصیف می‌کردند.
باشگاه چلسی برخی از اعتراضات را به گروه‌های نژادپرست و ضد سامی منسوب می‌کرد. بروس باک رئیس باشگاه در مصاحبه‌ای این حرکات را باعث لکه دار شدن اعتبار اکثریت طرفداران چلسی عنوان کرده‌بود.
گرانت تنها سه روز پس از انتخاب به این سمت، برای نخستین بار بر صندلی مربیگری چلسی نشست. او می‌بایست در ورزشگاه الدترافورد تیمش را برابر منچستر یونایتد هدایت می‌کرد. با وجود اخراج مایکل اسین ستاره غنایی تیم در آغاز مسابقه، این تیم رقابت پایاپایی را با حریف خود برگزار کرد که با شکست ۰–۲ چلسی پایان یافت.
چلسی مسابقه بعدی خود را در لیگ قهرمانان اروپا مقابل باشگاه فوتبال والنسیا انجام داد و به پیروزی ۱–۲ رسید. چلسی که در ابتدای فصل دو شکست را پذیرفته بود، با هدایت آورام گرانت ۱۶ مسابقه پیاپی نباخت و منچستر سیتی اسون گوران اریکسون را به طرز خردکننده‌ای ۰–۶ مغلوب ساخت. آن‌ها رکورد شکست ناپذیری در بازی‌های خانگی را تا پایان فصل حفظ کردند. پیش از پایان نیم فصل مدیریت باشگاه قرارداد ۴ ساله‌ای را با گرانت به امضا رساند.
در ژانویه ۲۰۰۸ چلسی با به خدمت گرفتن نیکلاس آنلکا از بولتون وندررز، برانیسلاو ایوانکوویچ از لوکوموتیو مسکو و فرانکو دی استفانو از آئودا ایتالیانو تیم خود را تقویت کرد.
چلسی در ۲۳ مارس ۲۰۰۸ آرسنال را ۱–۲ شکست داد. در حالی که تماشاگران از قرارگرفتن آنلکا و بلتی در ترکیب اصلی تیم متعجب و معترض بودند، با دو گل آن‌ها چلسی خود را به صدر جدول لیگ برتر نزدیک ساخت.
چلسی که در جام حذفی انگلیس ناباورانه مغلوب تیم بارنزلی شده بود تا فینال جام اتحادیه پیش رفت، اما در دیدار پایانی در ورزشگاه ویمبلی مسابقه را ۱–۲ به تیم همشهریش تاتنهام هاتسپرز واگذار کرد.
در ۲۶ آوریل آن‌ها با شکست ۱–۲ منچستر یونایتد در دو هفته مانده به پایان لیگ برتر به امتیاز مساوی با این تیم در صدر جدول لیگ برتر قرار گرفتند و نهایتاً به دلیل تفاضل گل کمتر مقام دوم رقابت‌ها را به دست آوردند.
گرانت بهترین مربی ماه آوریل لیگ برتر شد و در روز سیم همین ماه با پیروزی ۳–۲ برابر لیورپول (در مجموع ۳–۴) به فینال لیگ قهرمانان اروپا راه یافت. این سومین بار در طول چهار سال اخیر بود که چلسی در نیمه نهایی این تورنمنت دربرابر لیورپول قرار می‌گرفت. تیم مورینیو دو دیدار قبلی را از تیم رافائل بنیتز شکست خورده بود.
چلسی در ۲۱ مه ۲۰۰۸ در ورزشگاه لوژنیکی شهر مسکو پس از تساوی ۱–۱ در ضربات پنالتی، قهرمانی اروپا را به منچستر یونایتد واگذار کرد. گرانت در ۲۴ مه ۲۰۰۸ سه روز پس از این مسابقه به دلیل اینکه چلسی نتوانست در این فصل هیچ جامی را بدست آورد از کار خود برکنار شد.

## زندگی شخصی
همسرش سوفیت گرانت متولد سال ۱۹۶۴ در پتح تیکوا است. او یکی از بازیگران معروف سینمای اسرائیل است و اجرای چند برنامه تلویزیونی پرطرفدار در کشورش را به‌عهده‌داشت. آن‌ها در ۱۹۹۳ ازدواج کردند و دو فرزند (یک پسر و یک دختر) دارند.
پدر گرانت، میر گرانات از قربانیان هولوکاست بود. او سال ۱۹۲۸ در لهستان به دنیا آمد. با تصرف لهستان توسط آلمان نازی به همراه خانواده‌اش به روسیه گریخت. اما پلیس مخفی شوروی آن‌ها را به کولیما در سیبری تبعید کرد. پدر و مادر و ۵ برادر و خواهر میر در سرمای سیبری جان سپردند و او پس از پایان جنگ به اسرائیل رفت.
پدر آورام در شهر پتح تیکوا ساکن شد و در آنجا با آلیزا نیسان مهاجر یهودی عراق آشنا شده و ازدواج کرد. آن‌ها علاوه بر آورام دو دختر هم به نام‌های شوشی و لوتی به‌دنیا آوردند.
مادرش در ۱۹۹۷ درگذشت و پدرش در ۸۰ سالگی با همسر جدیدش در اسرائیل زندگی می‌کند. گرانت خوشبینی پدرش را ستایش می‌کند.
در ۲۰ فوریه ۲۰۰۸ نامه‌ای به خانه آورام گرانت ارسال شد که در آن او را به مرگ و همسرش را به تجاوز جنسی تهدید کرده بودند.